# Баренцбург
Ба́ренцбу́рг (норв. Barentsburg) — второй по величине населённый пункт на архипелаге Шпицберген. По данным норвежской статистики за 2016 год, население Баренцбурга и Пирамиды составляет 495 жителей. Своё название Баренцбург получил в честь голландского мореплавателя Виллема Баренца, посетившего Шпицберген в 1596—1597 гг. Располагаясь на территории Норвегии, Баренцбург имеет также и Генеральное консульство Российской Федерации.

## История
Официальным первооткрывателем архипелага считается голландский мореплаватель Виллем Баренц. Его экспедиция посетила архипелаг в 1596 г. Именно Баренцу архипелаг обязан своим названием «Шпицберген», что значит «остроконечные горы».
По одной из версий, архипелаг был открыт викингами. Так, в скандинавской хронике 1194 года сообщается об открытии викингами новой земли — Свалбарда («холодные берега»). Однако на архипелаге не были найдены доказательства того, что на этой территории бывали люди в XII—XIII вв.
Альтернативная гипотеза — это предположение о том, что до экспедиции Виллема Баренца на архипелаг ходили на промыслы моржа, тюленя, оленя и пушного зверя русские поморы. Об их походах сюда свидетельствуют многочисленные археологические находки: деревянные кресты, предметы быта, остатки судов. Старейший памятник археологии на Шпицбергене — становище Стаббэльва. По данным дендрохронологии, он относится к середине XVI в.. Однако не все учёные признают данные дендрохронологии достаточно точными.
Первую заявку на разработку месторождения каменного угля, расположенного на южном побережье Ис-фьорда, подала в 1910 году норвежская компания «Ставангер». Но первый постоянный посёлок возник в Баренцбурге в 1920 году, когда земельный участок был выкуплен нидерландской компанией NESPICO, которая назвала поселок и участок Баренцбургом в честь знаменитого мореплавателя Виллема Баренца. 17 марта 1924 года норвежский адвокат О.С. Би в письме геологу Адольфу Гулю впервые упомянул голландское название поселения – Баренцбург. Из-за экономического кризиса в Европе компания закрыла рудник, а в 1932 году его владельцем стал трест «Арктикуголь». К 1937 году Баренцбург насчитывал более 1300 жителей.
Музейный комплекс "Помор" в Баренцбурге, предшественник современного Музейно-выставочного центра, был открыт 1 июля 1995 года трестом "Арктикуголь", Институтом археологии РАН и Полярной морской геологоразведочной экспедицией из Санкт-Петербурга.
Хотя архипелаг Шпицберген и находится под норвежским суверенитетом, уникальный договор о его статусе (Шпицбергенский трактат от 1920 года) предоставляет гражданам всех подписавших его стран равные права по экономической эксплуатации природных ресурсов, не обеспечивая, однако, прав экстерриториальности. В настоящее время Россия — единственная страна, кроме самой Норвегии, поддерживающая своё экономическое присутствие на Шпицбергене. В Баренцбурге находится Генеральное консульство Российской Федерации.
По мнению The Economist, Россия сохраняет присутствие в Баренцбурге с целью пропаганды и, возможно, разведки. Для оправдания своего присутствия Россия продолжает экономически невыгодную добычу угля.

## Климат
В Баренцбурге субарктический климат, однако из-за влияния тёплого Северо-Атлантического течения, климат относительно мягок, и лишь изредка бывают сильные морозы. Средняя температура самого холодного месяца составляет −11,3 °C. Климатическое лето (то есть период, когда среднесуточная температура устойчиво превышает 15 °C) отсутствует. Наибольшее количество осадков выпадает в ноябре-январе (около 60 мм), наименьшее — в мае-июле (не превышает 35 мм).
- Среднегодовая температура — −3,8 °C
- Среднегодовая скорость ветра — 3,2 м/с
- Среднегодовая влажность воздуха — 79 %
- Абсолютный минимум температуры — −39,8 °C — 3 марта 1986 года
- Абсолютный максимум температуры — +20,3 °C — 17 июля 1999 года

| Показатель                    | Янв.  | Фев.  | Март  | Апр.  | Май   | Июнь | Июль | Авг. | Сен.  | Окт.  | Нояб. | Дек.  | Год   |
| ----------------------------- | ----- | ----- | ----- | ----- | ----- | ---- | ---- | ---- | ----- | ----- | ----- | ----- | ----- |
| Абсолютный максимум, °C       | 6,8   | 5,6   | 4,1   | 5,3   | 9,9   | 14,6 | 20,3 | 17,9 | 12,1  | 8,5   | 6,8   | 7,6   | 20,3  |
| Средний суточный максимум, °C | −7,7  | −8,2  | −8,6  | −5,9  | −0,7  | 4,6  | 8,7  | 7,5  | 3,5   | −1,8  | −4    | −6,1  | −1,2  |
| Средняя температура, °C       | −10,3 | −11   | −11,3 | −8,6  | −2,7  | 2,8  | 6,4  | 5,5  | 1,8   | −3,7  | −6,3  | −8,6  | −3,8  |
| Средний суточный минимум, °C  | −13   | −13,7 | −13,9 | −10,9 | −4,4  | 1,4  | 4,8  | 4,0  | 0,3   | −5,6  | −8,7  | −11,1 | −5,9  |
| Абсолютный минимум, °C        | −37,1 | −39,3 | −39,8 | −33,3 | −22,5 | −9,2 | −1   | −3,5 | −12,2 | −27,1 | −29,3 | −37,3 | −39,8 |
| Среднее число дней с осадками | 25    | 19    | 22    | 20    | 21    | 18   | 17   | 18   | 22    | 25    | 23    | 25    | 256   |
| Норма осадков, мм             | 61    | 47    | 58    | 36    | 31    | 20   | 29   | 40   | 55    | 59    | 67    | 62    | 565   |
| Средняя влажность, %          | 77    | 77    | 77    | 77    | 79    | 81   | 81   | 82   | 81    | 77    | 77    | 77    | 79    |
| Средняя скорость ветра, м/с   | 3,8   | 3,6   | 3,2   | 3,0   | 2,7   | 2,6  | 2,9  | 2,7  | 2,9   | 3,4   | 3,8   | 3,9   | 3,2   |
| Источник: Погода и климат     |       |       |       |       |       |      |      |      |       |       |       |       |       |

## Экономика
Главная экономическая активность до 2006 года — добыча каменного угля компанией ФГУП ГТ «Арктикуголь». В советское время работа по контракту «Арктикугля» хорошо оплачивалась и имела многочисленные льготы. Распад Советского Союза одновременно с исчерпанием угленесущих пластов привёл к стремительной деградации условий труда; в постсоветское время сотрудники Арктикугля судились с трестом из-за невыплаты зарплат и компенсаций. Имеется подводный водопровод через залив Грен-Фьорд.
С 2007 года ситуация начала меняться. Баренцбург находится полностью на автономном жизнеобеспечении. Здесь действуют шахта, теплоэлектростанция, порт и объекты жилищно-социальной инфраструктуры, включая многоквартирные дома, больницу, культурно-спортивный комплекс, детский сад, школу и музей, есть православная домовая церковь и часовня. В год добывается 120 тыс. т угля, который поставляется в страны Европы и используется для нужд поселка. В последние годы перед трестом «Арктикуголь» поставлена задача по диверсификации деятельности, основные направления — развитие науки (в 2016 году создан Российский научный центр на Шпицбергене) и развитие туризма. 
Расстояние от Лонгйира до Баренцбурга — 55 км, хотя дорог между этими населёнными пунктами нет, добраться можно нерегулярным вертолётным рейсом Арктикугля (обычно к чартерному рейсу на Москву) либо морем. Авиасообщение с Россией производится через норвежский аэропорт Лонгйир. На шахте «Баренцбург» действует самая северная в мире железная дорога с небольшим участком на поверхности, также есть гостиница «Баренцбург», хостел «Помор», музей и магазин для туристов.
Длительная изоляция Баренцбурга как от норвежской части острова, так и от континентальной России сегодня составляет основу его туристической привлекательности. Иностранных туристов привлекает также то, что в Баренцбурге сохранилась атмосфера социалистического реализма, отсутствуют частные предприятия, а расчёты выполняются с использованием пластиковых карт. Поскольку трест мог выплачивать зарплату только в национальной валюте, а оборот валюты другого государства на территории какой-либо страны, по нормам международного права, не предусматривается, то такой способ оказался удобным выходом из положения. До 2016 года в норвежских кронах можно было расплатиться только в баре, музее и туристическом магазине. Сейчас банковскими картами можно расплатиться практически везде.
Между Баренцбургом и Лонгйиром в летнее время норвежскими судами выполняются ежедневные туристические рейсы.

### Охрана природы
До 2007 года Баренцбург также характеризуется повышенным загрязнением окружающей среды — в посёлке и его окрестностях было много мусора, теплоэлектростанция выбрасывала в воздух значительное количество сажи, образовывавшейся при сжигании угля, а источники пресной воды вокруг старых советских посёлков содержали биозагрязнения.
В последние годы[какие?] ситуация улучшилась: в центре посёлка практически не стало мусора; сносятся обветшавшие здания, а многие из сохраняющихся модернизируются с применением новых материалов для обшивки, утепления и пр. Заметно улучшилась экологическая обстановка после проведённой реконструкции на ТЭЦ и установки фильтров.

## Культура, спорт и религия

Изображение в советском стиле на стене спортивного комплекса в Баренцбурге. Не сохранилось

В бывшем здании Консульства СССР действует Музейно-выставочный центр Баренцбурга - музей поморской культуры, флоры и фауны Арктики (открывается к подходу туристических кораблей). Площадь музея 520 кв. м.
До сих пор действует спортивный комплекс, включающий плавательный бассейн с подогретой морской водой, несколько спортзалов, оздоровительный центр.
Раньше культурные и экономические контакты между российским Баренцбургом и норвежским Лонгйиром были относительно ограниченными. Сейчас продолжаются регулярные культурные и спортивные обмены, многие туристы и жители Лонгйира посещают Баренцбург и наоборот. По данным The Economist, норвежские власти предостерегают как норвежцев, так и иностранцев от посещения поселков, находящихмя под российским контролем, включая Баренцбург.
Действует православная церковь, построенная после авиакатастрофы 29 августа 1996 года.
На центральной площади города присутствует бюст Ленина.

## Наука и образование
Архипелаг Шпицберген — в силу своего географического положения и особенностей формирования природной среды — один из уникальных исследовательских полигонов для комплексных исследований в Арктике. С начала 1960-х годов в Баренцбург работают научные экспедиции.
В посёлке Баренцбург живут и работают российские учёные различных специальностей: геофизики, геологи, археологи, биологи, гляциологи, географы. Постоянно работают Гидрометеорологическая обсерватория Росгидромета и Станция нейтронного мониторинга в обсерватории Полярного геофизического института (самая северная в мире). Осуществляется регулярное научное сотрудничество с участием зарубежных учёных.
Согласно Стратегии российского присутствия на архипелаге Шпицберген до 2020 года, утвержденной Правительством Российской Федерации, одним из наиболее эффективных и соответствующих национальным интересам Российской Федерации в Арктике видов деятельности является развитие фундаментальных и прикладных научных исследований.
В декабре 2013 года Росгидрометом в рамках реализации подпрограммы «Освоение и использование Арктики» ФЦП «Мировой океан» завершены мероприятия по созданию инфраструктуры Российского научного центра на архипелаге Шпицберген: проведена реконструкция двух лабораторных корпусов, установлены три приёмных спутниковых антенны, оснащены приборами пять научных полигонов (океанографический, гидрологический, метеорологический, гляциологический, гелиогеофизический).
Российский научный центр на архипелаге Шпицберген представляет собой консорциум научно-исследовательских, научно-образовательных и других заинтересованных организаций (научный консорциум), созданный с целью объединения научных потенциалов и координации действий по комплексному изучению природной среды на архипелаге Шпицберген и акватории Северного Ледовитого океана. Координатором Центра выступает ФГБУ «ААНИИ», на базе которого создана постоянно действующая Российская научная арктическая экспедиция на архипелаг.
В Баренцбурге действует школа с 33 учениками (Современная аналитическая русская школа). Она работает по программе «Школа России». Учредитель — Арктикуголь.
В Баренцбурге также работают исследователи Российской академии наук, Мурманского морского биологического института, Полярного геофизического института и ряда других.

## Памятники
7 августа 1949 года в Баренцбурге, на мысе Хеер, был открыт мемориал в память о погибших в 1942 году норвежских моряках с ледокола «Исбьёрн» и шхуны «Селис» во время операции «Фритхам». На входе в Грён-фьорд, на подходе к Баренцбургу, ледокол был потоплен вражеским самолётом. Среди погибших был руководитель операции геолог и кадровый офицер Эйнар Свердруп (1895–1942). 

## Галерея

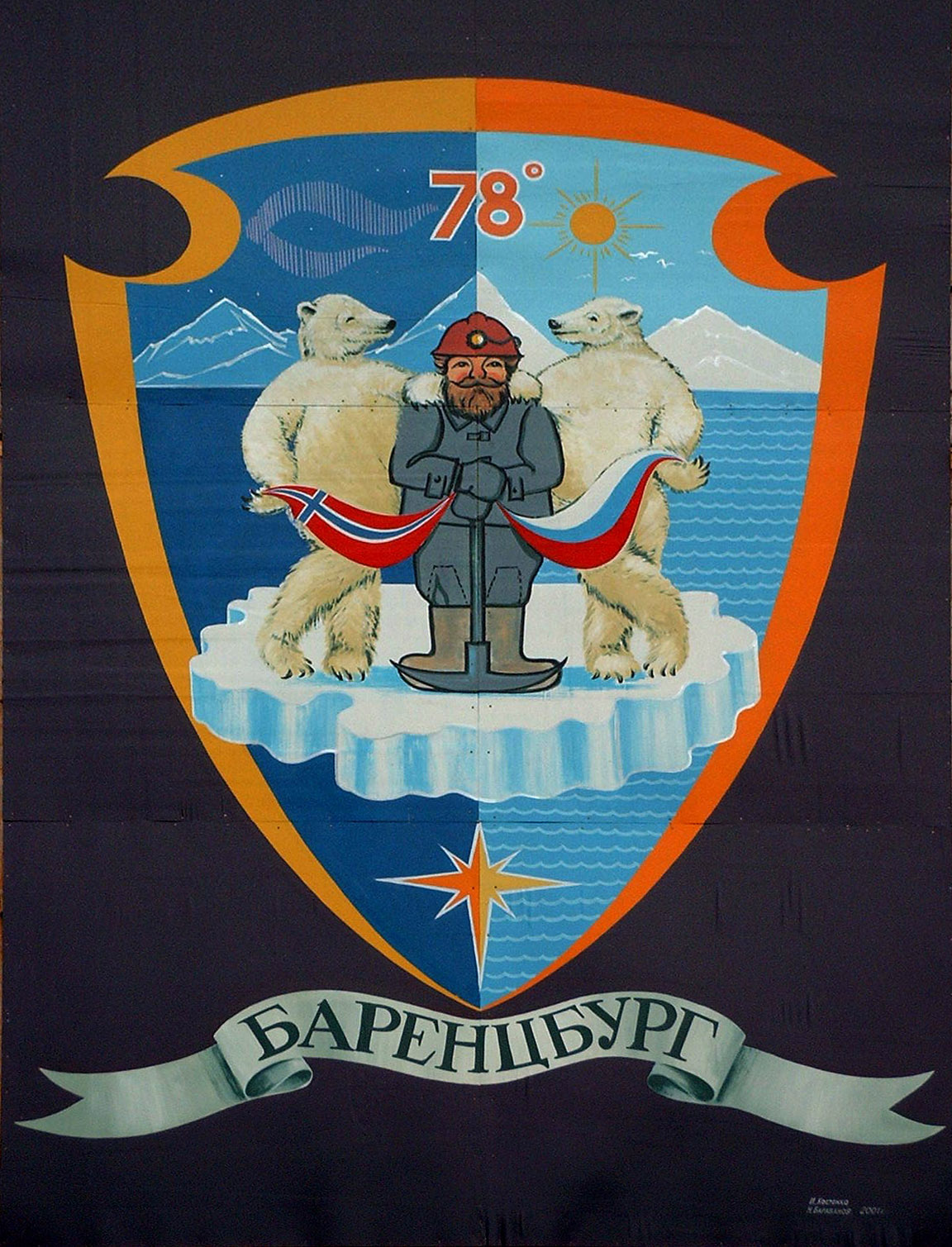
Баренцбург: шахтёры и полярные медведи на 78° северной широты
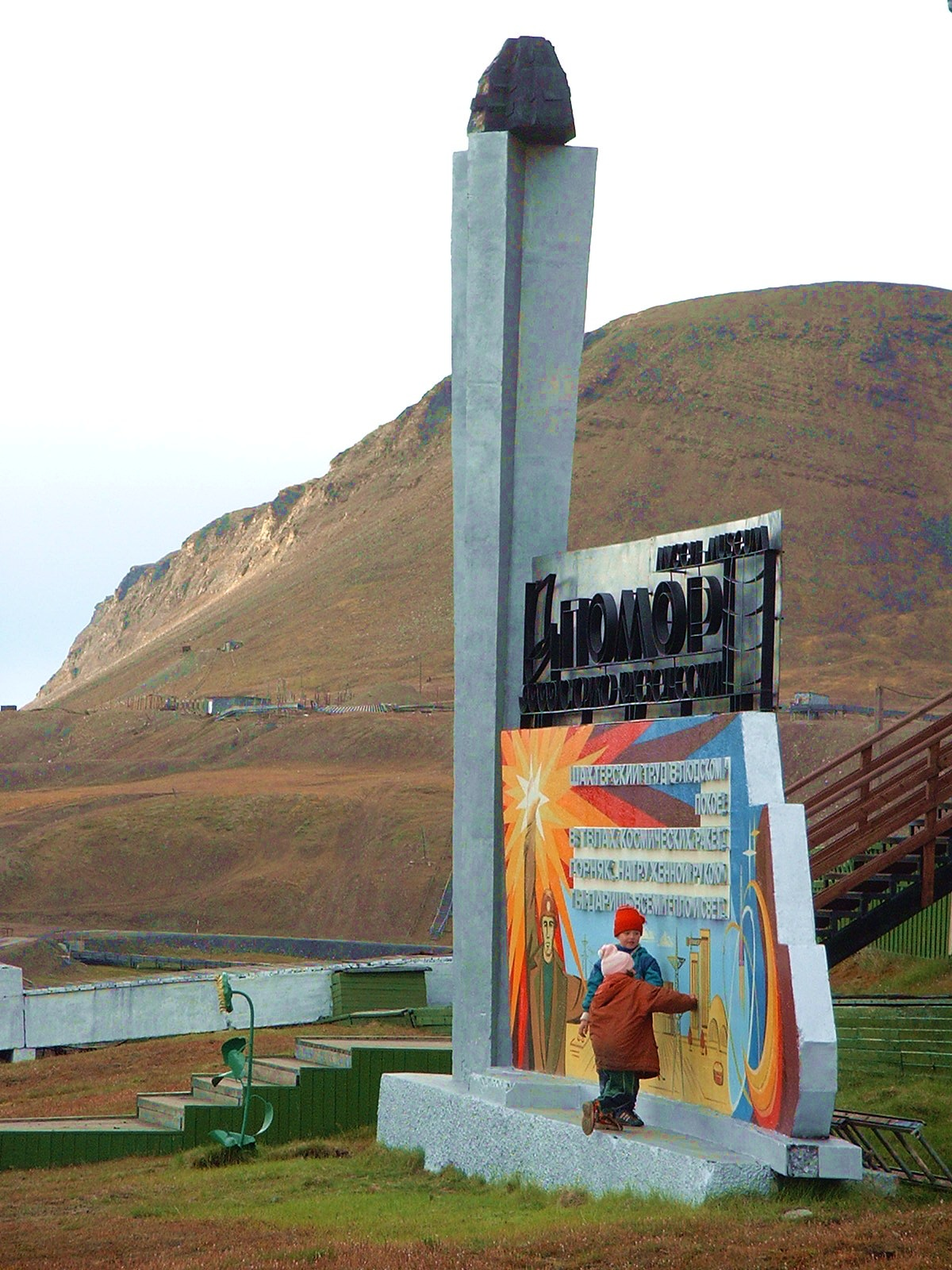
Стела, прославляющая труд шахтёров
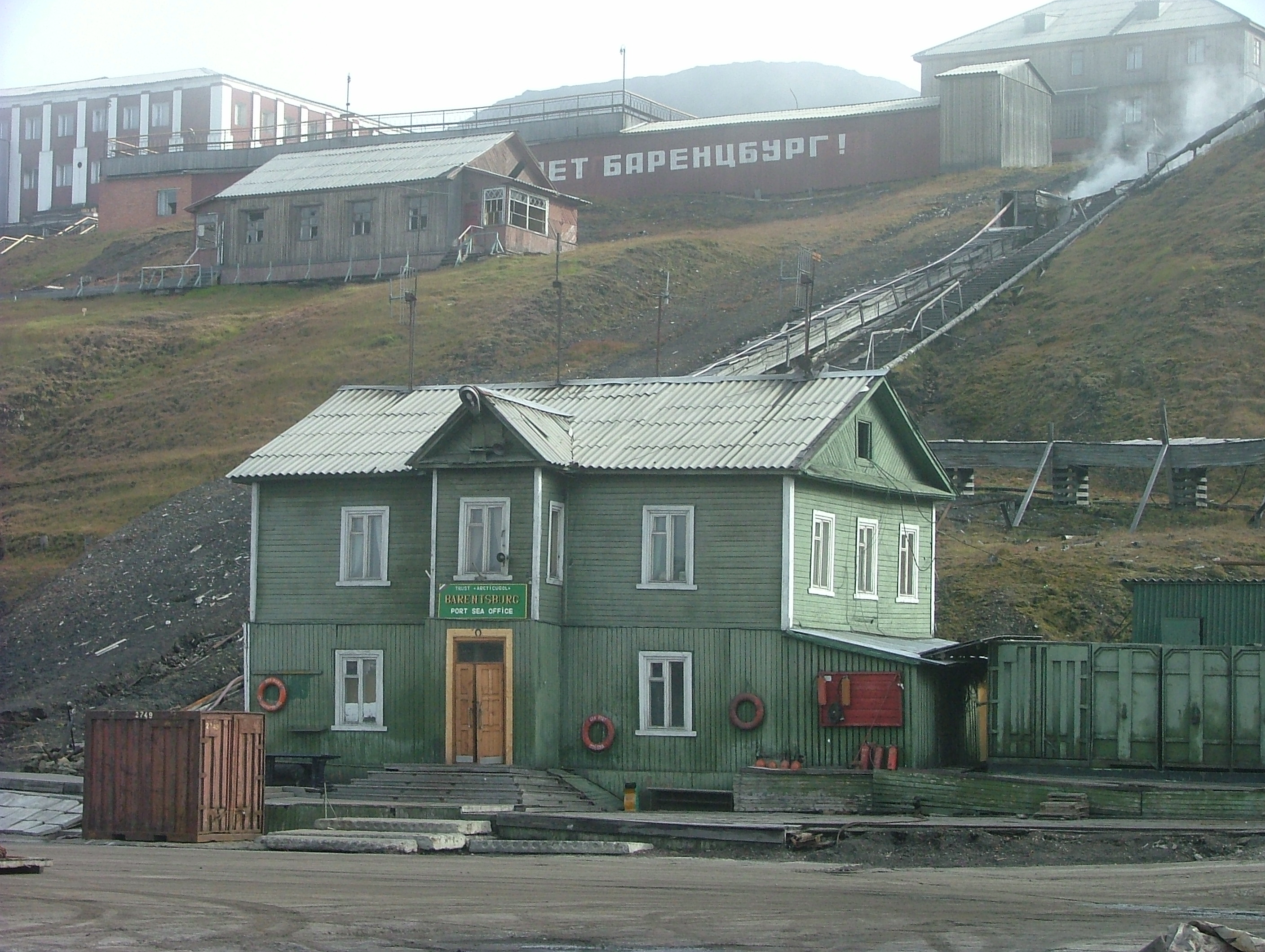
Вид на Баренцбург со стороны моря
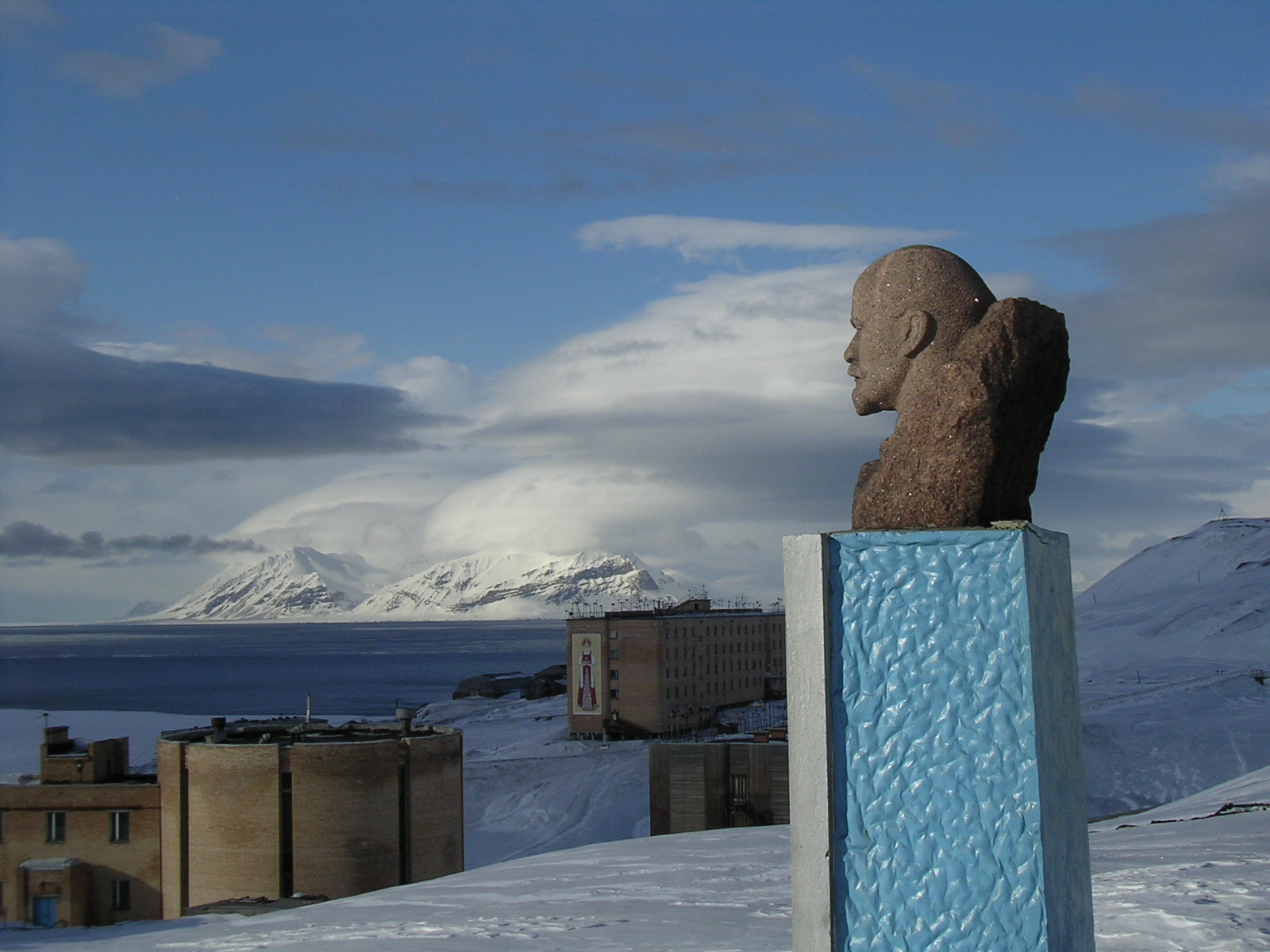
Один из самых северных в мире памятников Ленину в посёлке Баренцбург
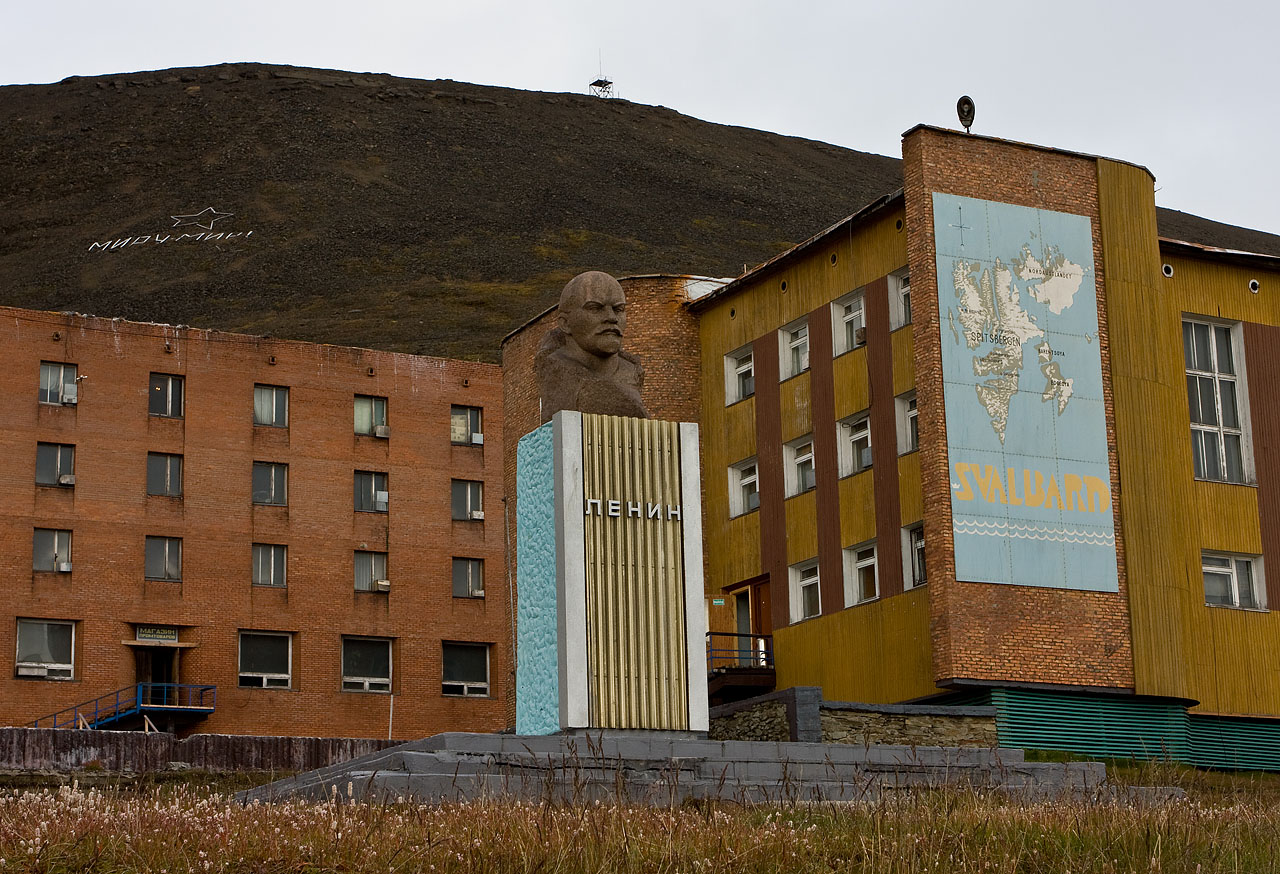
Бюст Ленина
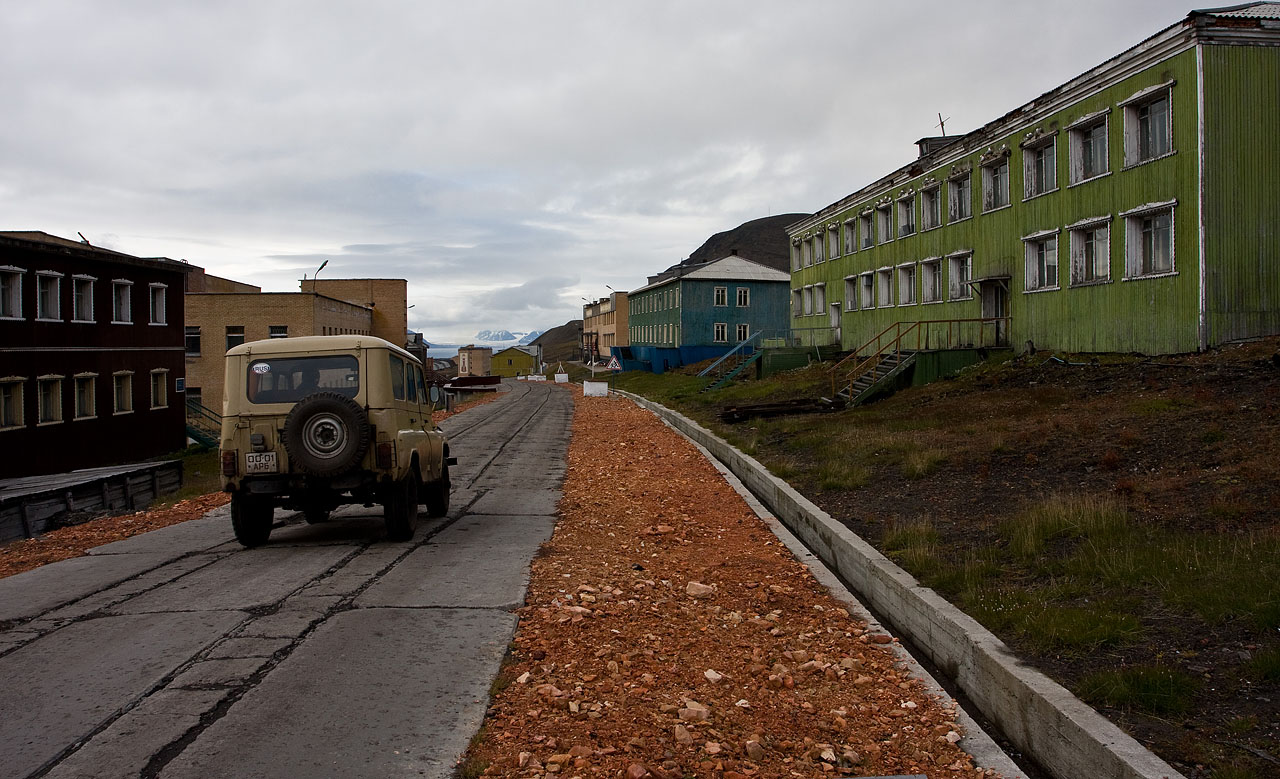
Улица Ивана Старостина
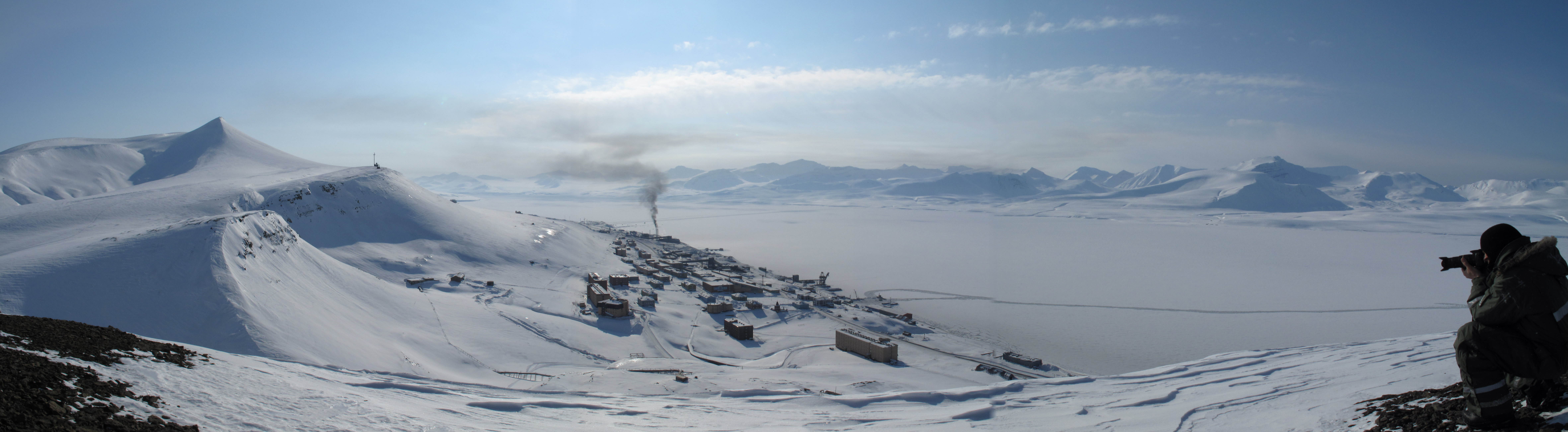
Вид на город
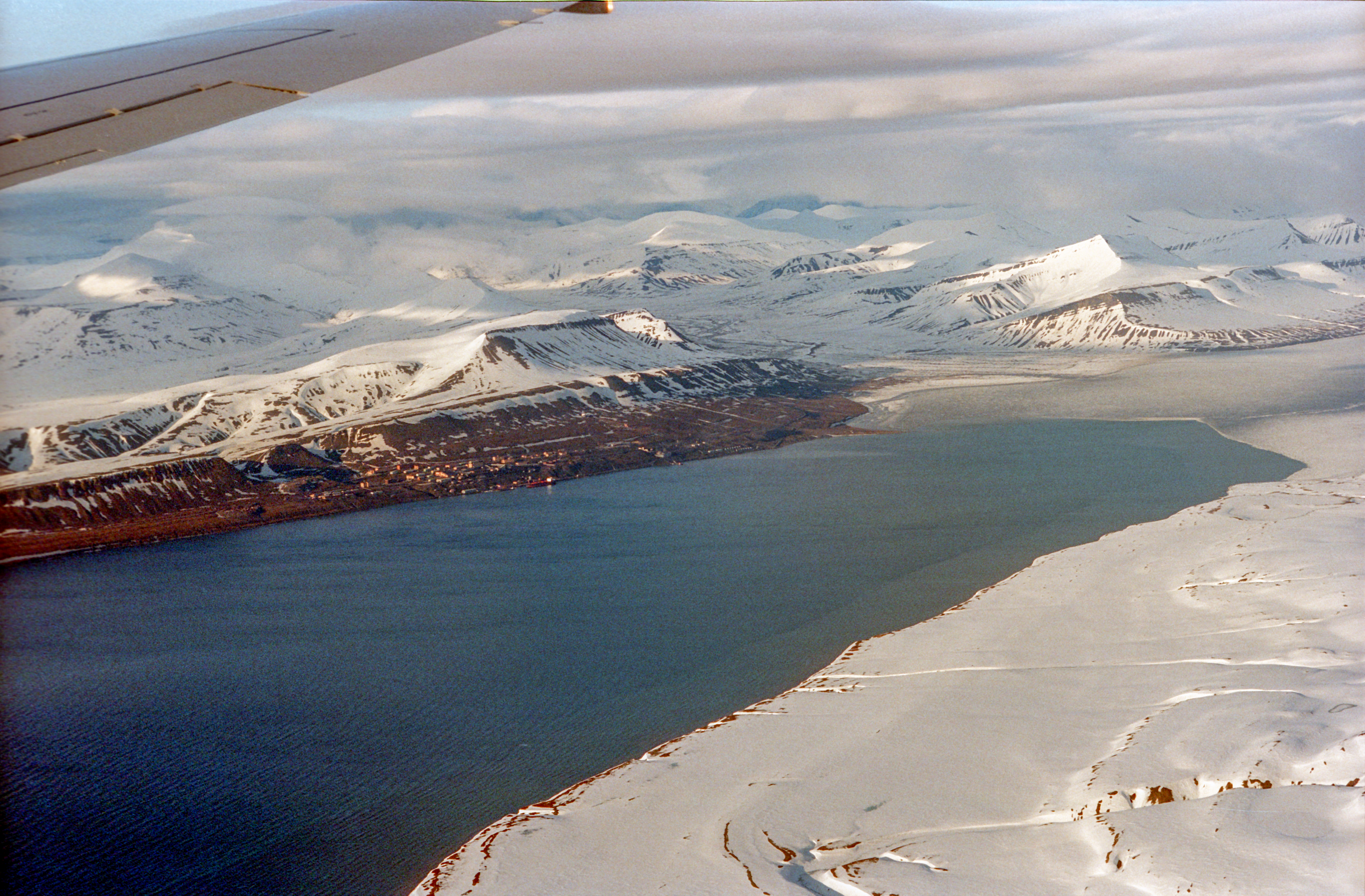
Баренцбург с воздуха
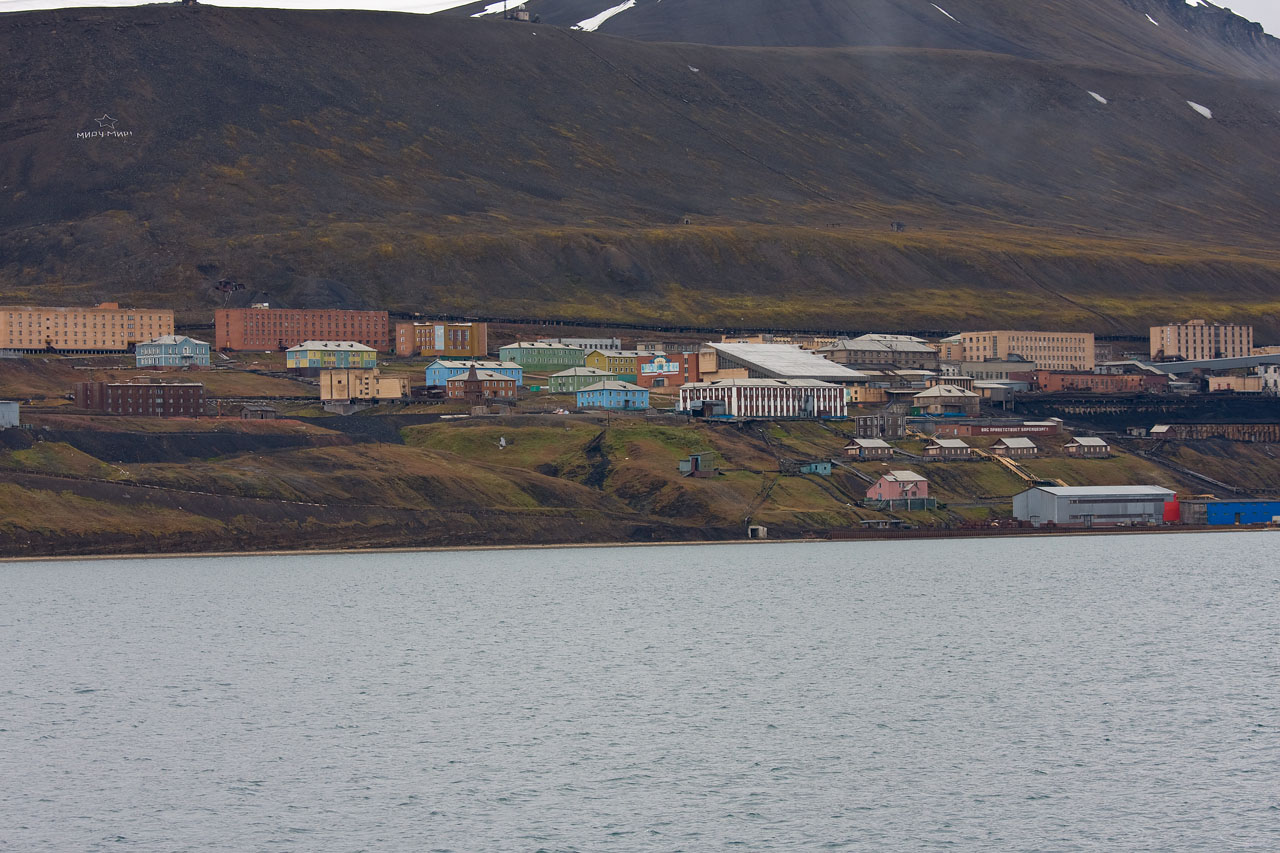
Баренцбург с моря
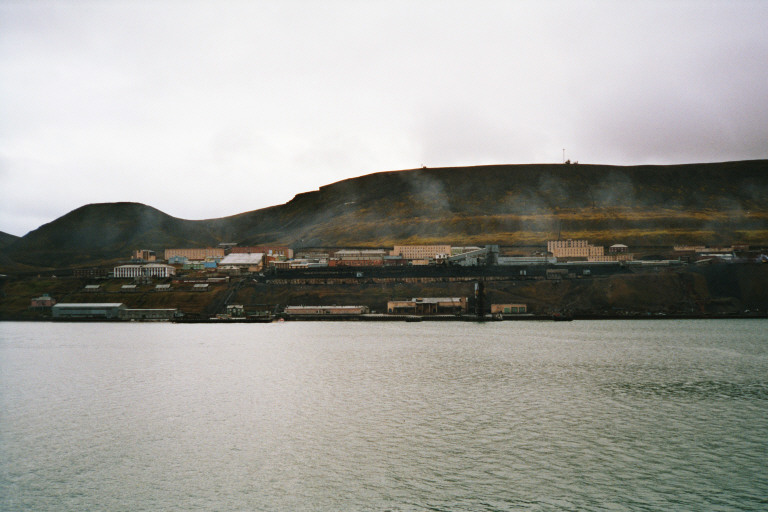
Баренцбург с моря
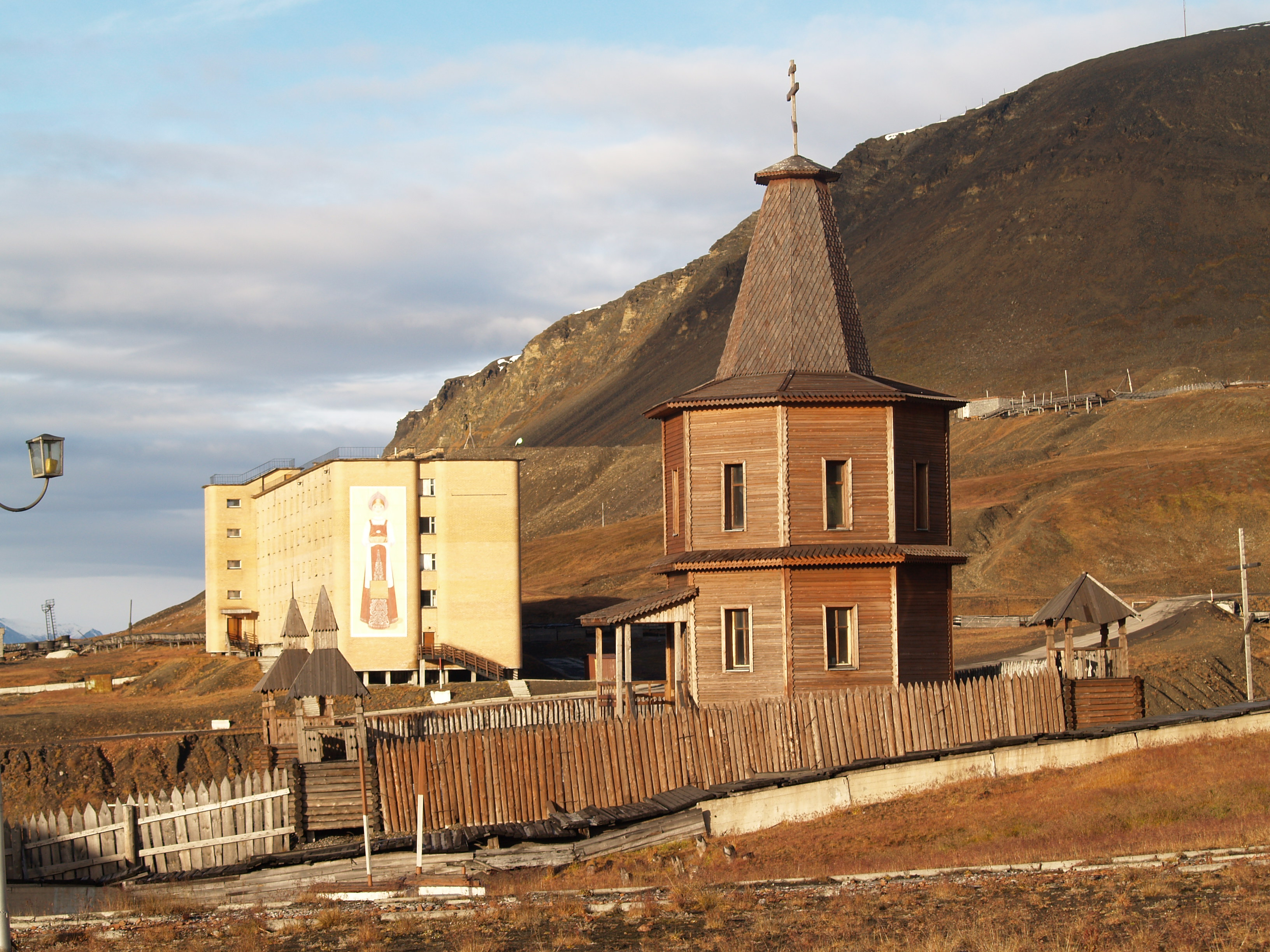
Православная церковь в Баренцбурге
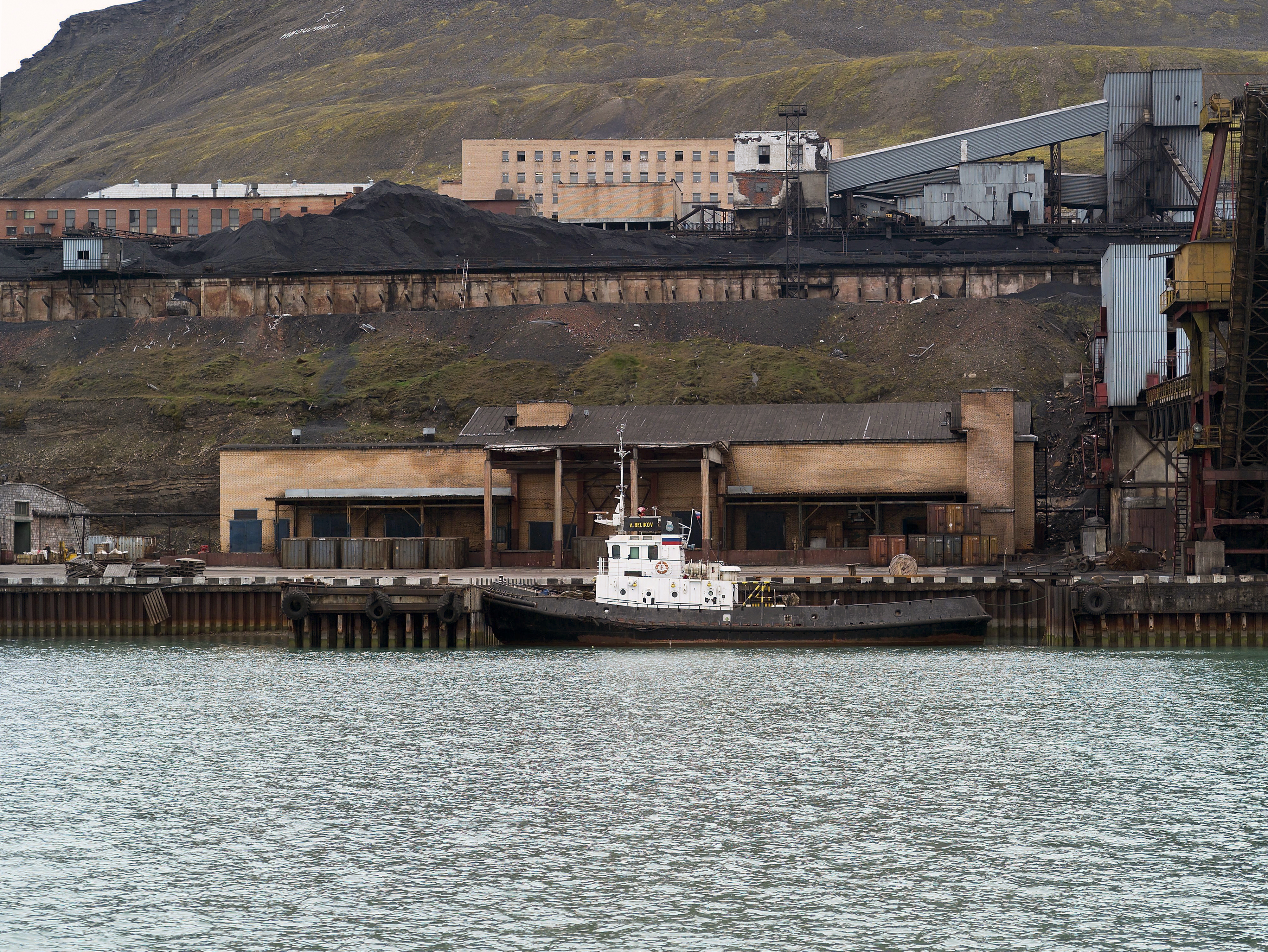
Гавань Баренцбурга